# Ignite the Dream
Ignite the Dream (Ignite the Dream - A Nighttime Spectacular of Magic and Light) est un spectacle nocturne du parc Shanghai Disneyland à Shanghai Disney Resort, présenté tous les soirs depuis l'ouverture du parc, le 16 juin 2016.
Il s'agit d'un spectacle qui, à l'instar de Disney Dreams!, se base sur des projections vidéo sur le château occupant la place centrale du parc. Il use également de lasers, de fontaines et d'effets pyrotechniques.
Ignite the Dream met en vedette Mickey Mouse, que l'on peut voir voyager dans l'univers de plusieurs films Disney grâce à son imagination.

## Histoire
Ignite the dream a notamment inspiré le spectacle Disney Illuminations à Disneyland Paris.

## Bande-son
- Cendrillon

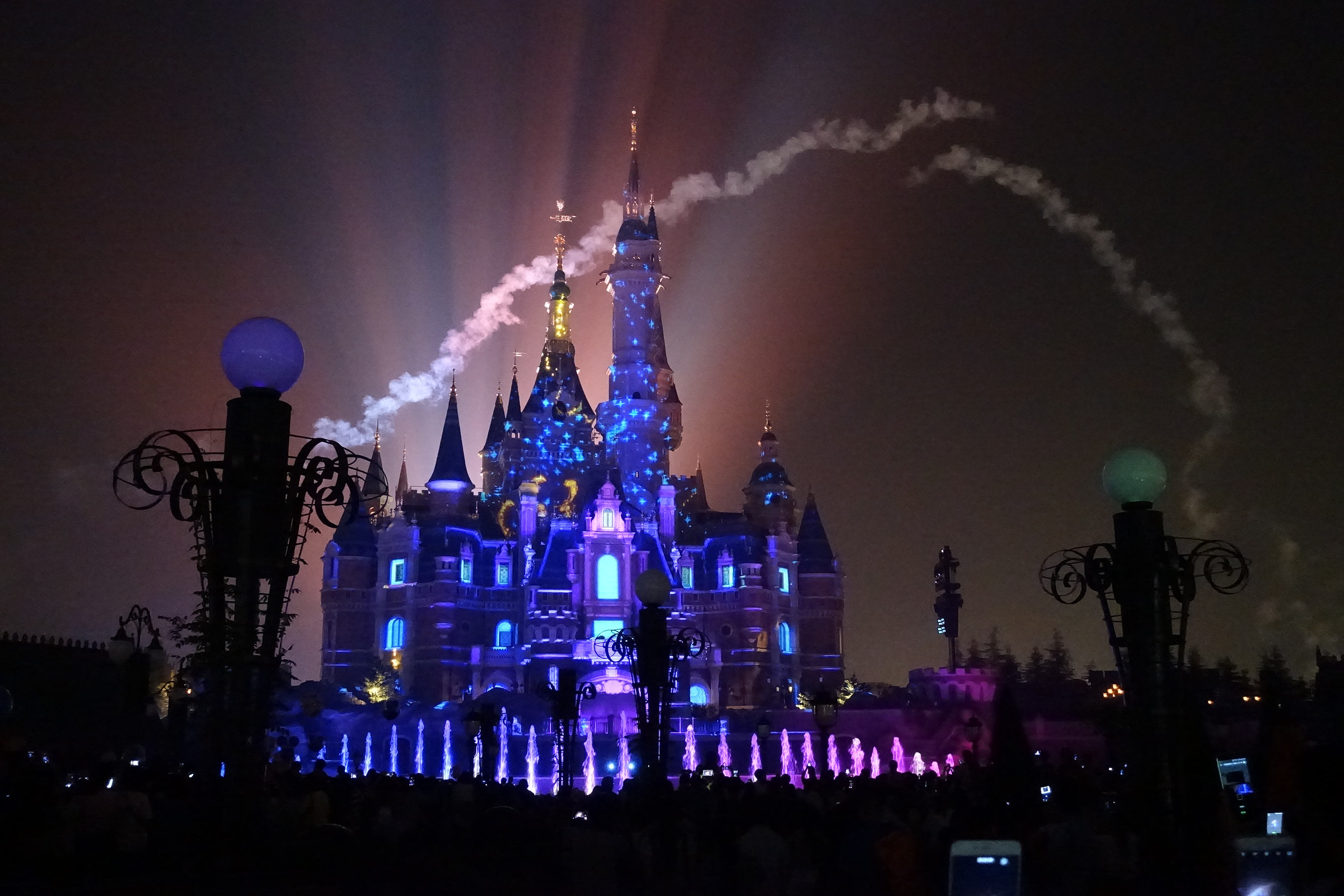
L’Enchanted Storybook Castle lors de l'introduction d’Ignite the Dream.

  - A Dream Is a Wish Your Heart Makes
- Le Roi lion
  - Circle of Life
  - I Just Can't Wait to Be King
  - Hakuna Matata
- La Petite Sirène
  - Part of Your World
- Le Monde de Nemo
  - Fronds Like These
  - The Turtle Lope
- Pirates des Caraïbes
  - He's a Pirate
- Aladdin
  - Friend Like Me
- Mulan
  - Reflection
  - I'll Make a Man Out of You
- Star Wars, épisode VII : Le Réveil de la Force
  - Main Title
  - March of the Resistance
- La Reine des neiges
  - Let It Go
  - For the First Time in Forever (Reprise)
  - The Great Thaw (Vuelie Reprise)
- Cendrillon
  - Reprise : A Dream Is a Wish Your Heart Makes